# Кнуд I (король Данії)
Кнуд I Гардекнуд (880-ті — 948) — король Данії у 917–948 роках, засновник династії Кнутлінгів.

## Життєпис
Про місце та дату народження немає відомостей. Ймовірно народився у 880-тих роках. За деякими відомостями був онуком відомого конунга вікінгів Рагнара Лодброка. За твердженням Адама Бременського батьком Кнуда був Свен, син іншого відомого вікінга Сігурда Зміїноокого.
Про молоді роки Кнуда немає відомостей. Можливо він ходив з походами до Англії. Низка англосаксонських літописів та данських саг вказують на одного з вождів данів у Східній Англії.
У 916 році перебирається до Данії, де правив Сігтрюгг Гнупассон зі шведської династії Олафа. Кнуд зумів отримати якусь посаду або титул з огляду на те, що був родичем Лодброка, який деякий час володарював на півдні Швеції. Тож рід Кнуда перебував у дружніх зв'язках з родом Олафа. Втім у 917 році за нез'ясованих обставин Кнуд Гардекнуд зумів вбити Сігтрюгга гнупассона й стати королем Данії.
Стосовно його володарювання мало відомо. За деякими сагами він здійснив декілька грабіжницьких походів до Данії. За володарювання Кнуда I почало поширюватися християнство в Данії, втім король залишався вірним поганству. Лише після поразки у 936 році від Генріха I, короля Німеччини, Кнуд особисто хрестився. Помер він приблизно у 948 році. Йому наслідував син Горм.